# 寛慶寺
寛慶寺（かんけいじ）は、長野県長野市東之門町にある浄土宗の寺院である。正式名称は、寿福山無量院寛慶寺。

## 概要
寛慶寺は、善光寺東門に隣接している山内寺院で、浄土宗（鎮西派）に属し、知恩院を総本山と仰ぐ。本尊は阿弥陀如来。
中世、戦国時代に至るまで代々、戸隠顕光寺（戸隠神社）や信州善光寺の別当として大いに権勢を振るった栗田氏によって創立された。
戦国時代には本尊留守の善光寺で確かな地位を占めていたことがわかっている。近世には西方寺・康楽寺と共に三寺と称されて重んじられた。

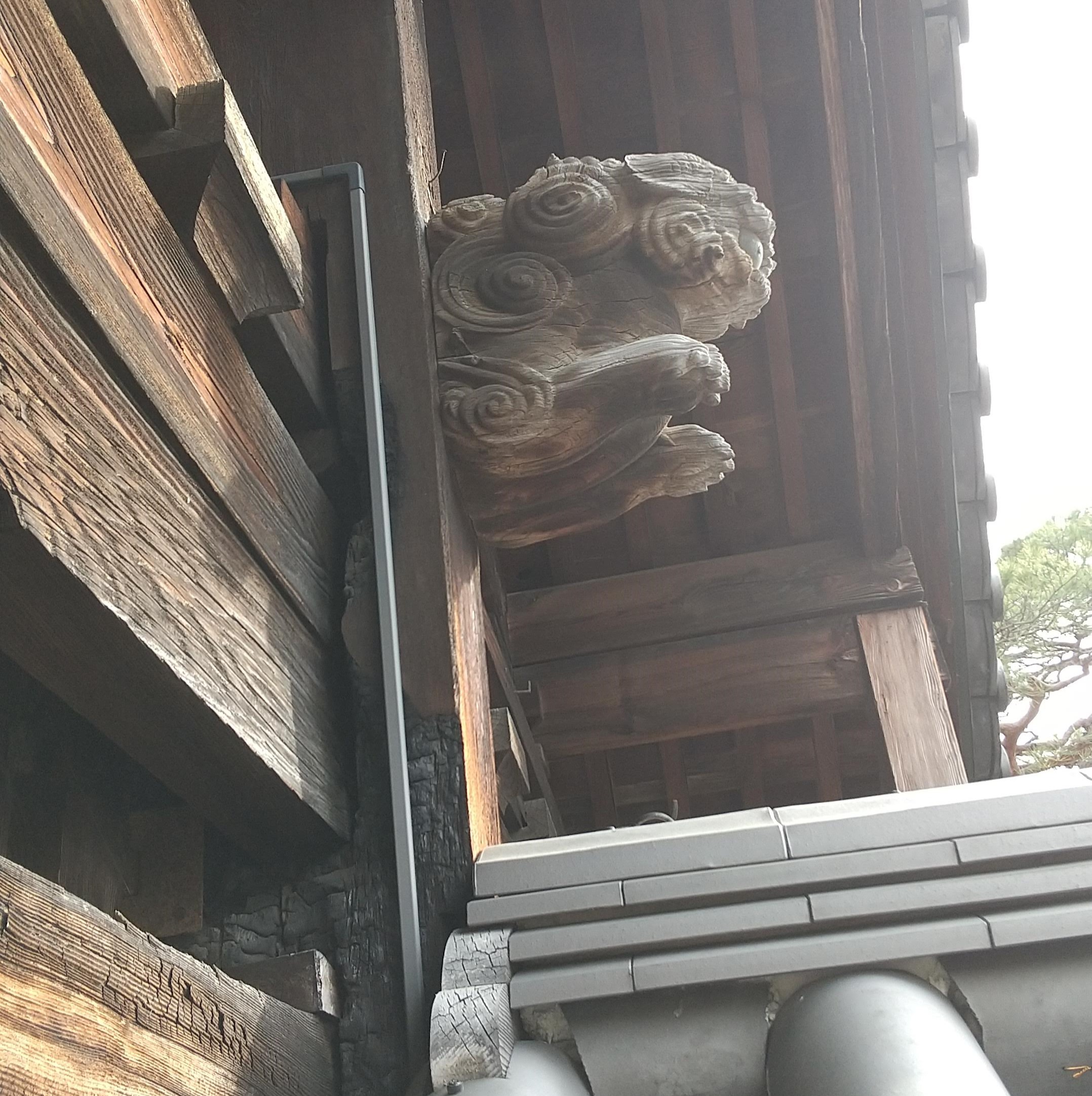
霧吹きの獅子。下の柱部分に火災の跡が残る。

仁王門にある木造金剛力士像は明治初期の神仏分離による廃仏毀釈によって現在の戸隠神社の仁王堂（いまの随神門）から移設されたものであると伝えられる。
表門は弘化4年（1847年）の善光寺大地震で焼失、善光寺別当大勧進第80世貫主・等順大僧正が善光寺大勧進の門を新築した際に寄付・移築したものである。これは寛慶寺が等順の生家・坂口家の菩提寺で、寺内に等順の墓もあるためである。この門は善光寺大地震では焼けず、その後も1891年（明治24年）の大火でも焼けかかったが、その際彫刻の獅子が霧を吹いて消し止めたと伝わるので、その獅子を霧吹きの獅子という。
二つの市指定有形文化財を有している。
- 木造金剛力士像 - 阿形・吽形ともに檜材の一木造りで、像高は両者とも280cmである。単髻、彫眼で、肉身朱彩としている。「明応七年（1498）五月八日　安養寺林首座　願主浄泉十穀」の銘記があり、また、1707年・1774年の修理についての記録が残っている。[4]
- 木造百万塔 - 1908年、法隆寺は所蔵する百万塔の一部を譲与して同寺の基金とした。寛慶寺・大本願・往生寺・西光寺にある百万塔はこのとき譲り受けたものである。[6]

このほか安政4年（1857年）に天台宗僧侶の願海（千日回峰行大行満大阿闍梨）が京で入手した祥啓による大黒天像、冷泉為恭による白衣観音像（長野市指定文化財）も伝来する。

## 歴史
治承4年（1180年）に戸隠山顕光寺の別当であった栗田範覚により栗田に「栗田寺」として建立。
永正年間（1504年 - 1521年）、栗田寛安が現在地に移し、父親・栗田寛慶の名を取って「寛慶寺」と名付けた。
天正11年（1583年）、松代西念寺から洞誉春虎を招いて天台宗を浄土宗に改めた。
寛永19年（1642年）や元禄元年（1668年）に火災に遭う。 
寛政元年（1789年）等順が善光寺大勧進の門を新築した際に表門を寄付・移築。
文化13年（1816年）、全国巡錫中の徳本上人がここに13泊逗留した。
弘化4年（1847年）の善光寺地震で焼失。
1883年（明治16年）に至って再建された。

## 徳本上人と寛慶寺
1816年、「流行神」とまで称された念仏行者・徳本上人は信濃を巡錫していたが、4月23日、寛慶寺に入り、その出発は5月7日だった。つまり、13泊もしていたことになる。その間、上人は善光寺に参籠している意識だったに違いない。『徳本行者伝』によれば、寛慶寺に逗留中のある夕、室内に善光寺如来が出現したという。上人が手を差し出すと、如来はその上に立った。
徳本上人は「南無阿弥陀仏」と印刷した名号札を配布したが、寛慶寺では2万枚以上配布している。その名号札を受けた一人が小林一茶で、さらに十念も受けている。そこで詠んだ句が、
「居直るも銭の上也なむ桜」
である（『浅黄空』より）。このような縁があったため、2019年11月26日には寛慶寺にて「第3回念仏行者徳本上人研究会」が開催され、その内容は「徳本上人研究会便り」第2号に掲載された。